# Valoración del arte

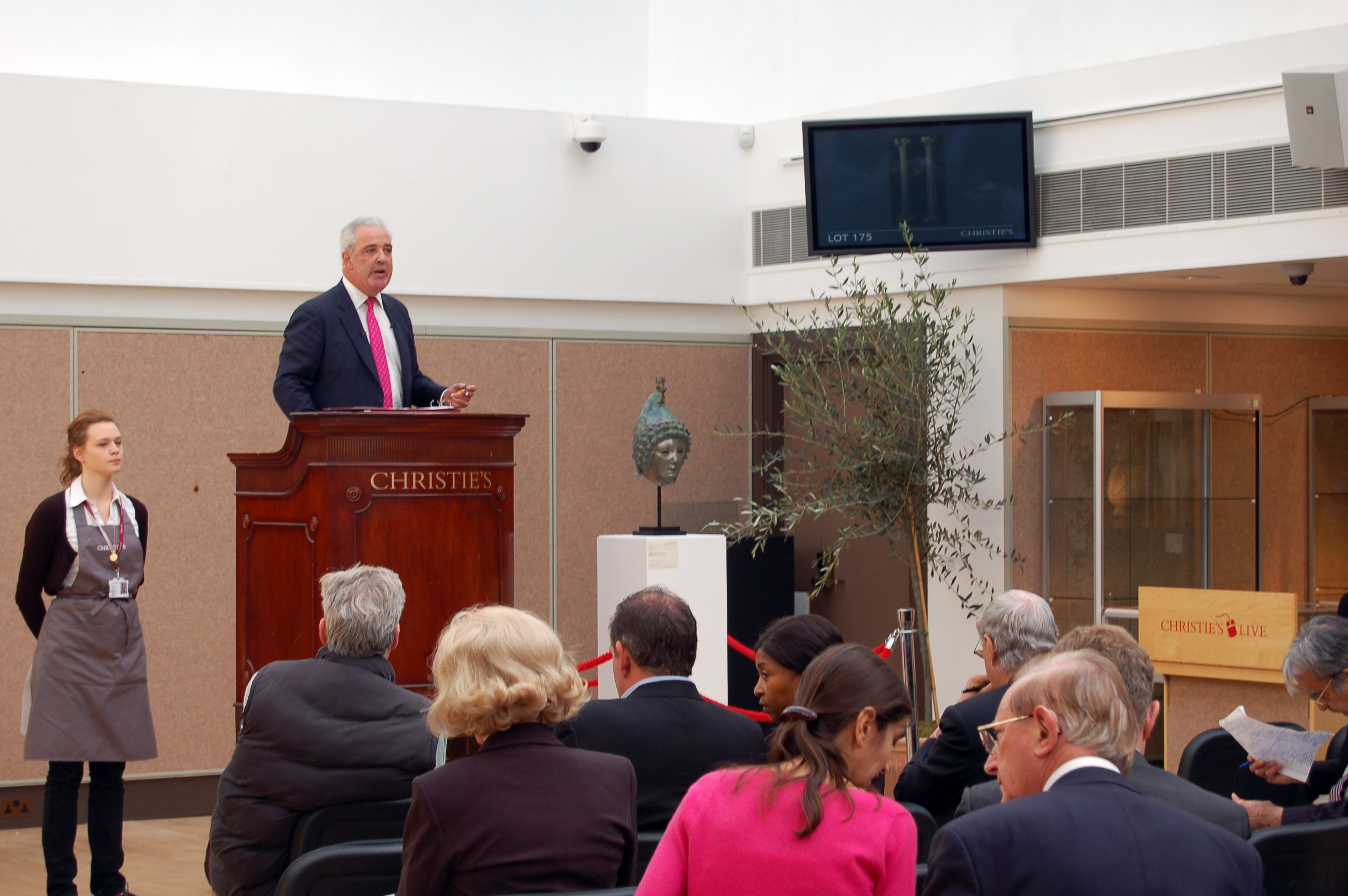
Una subasta de arte en Christies.

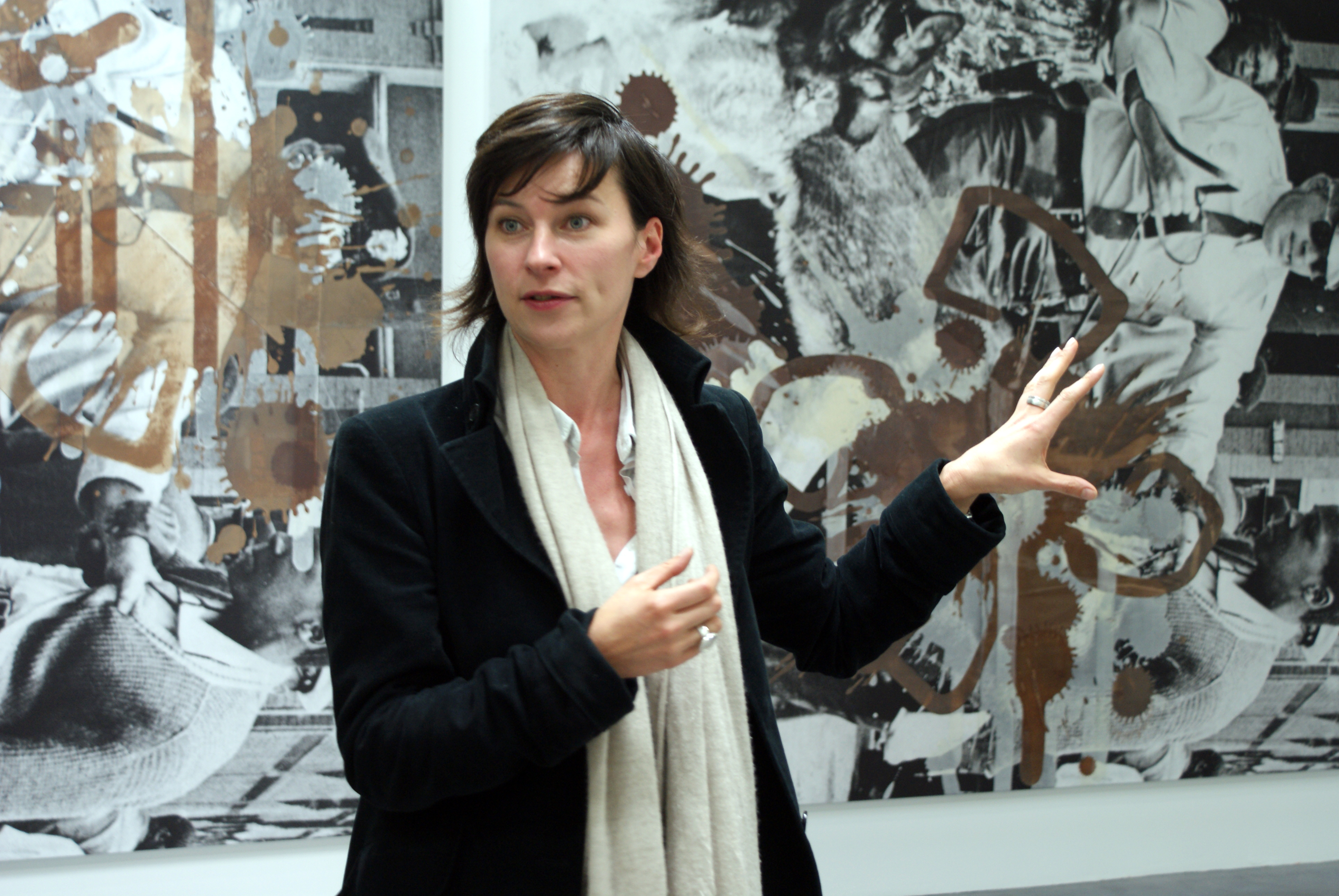
Anne Pontégnie, conservadora de arte

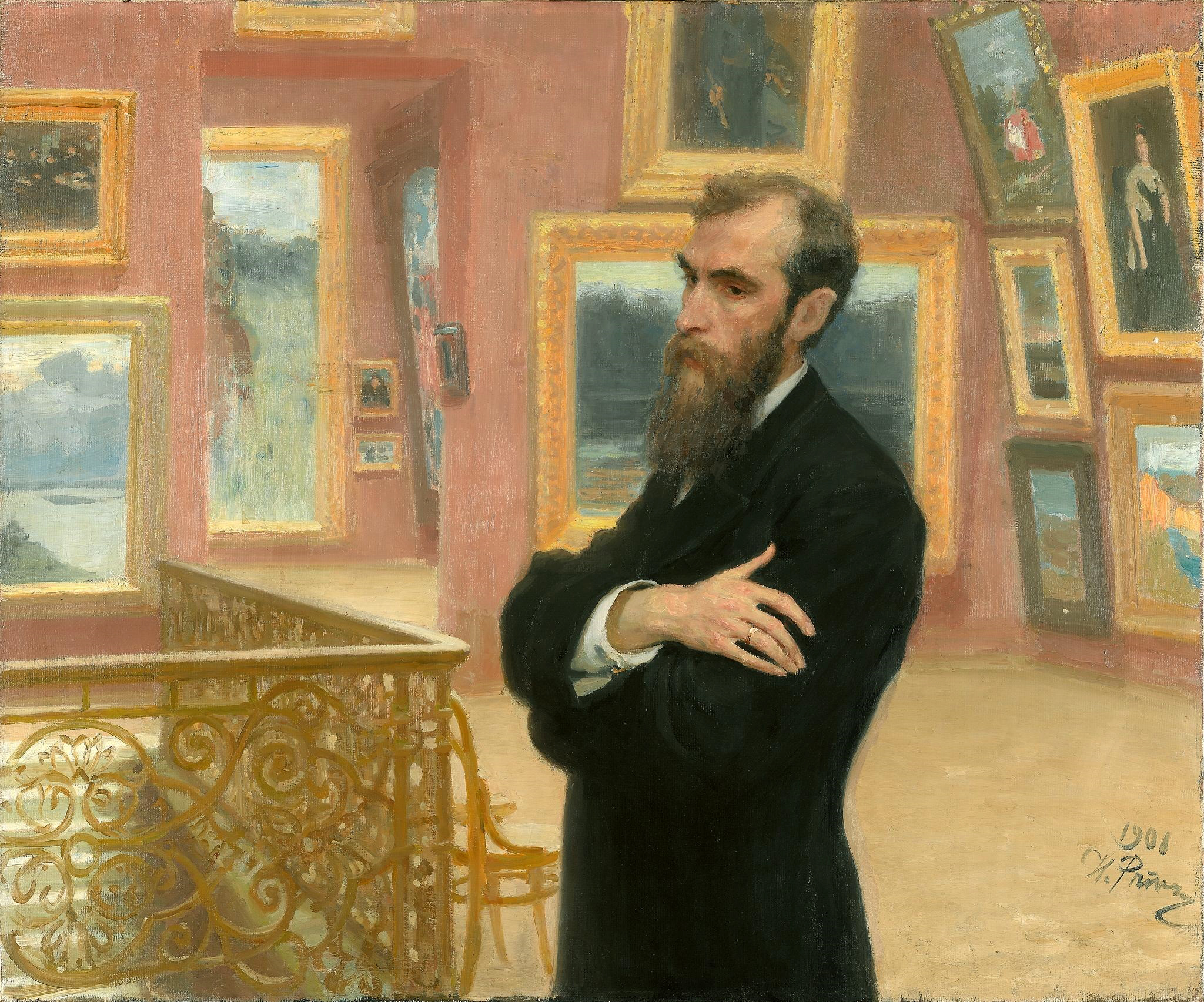
Un coleccionista de arte

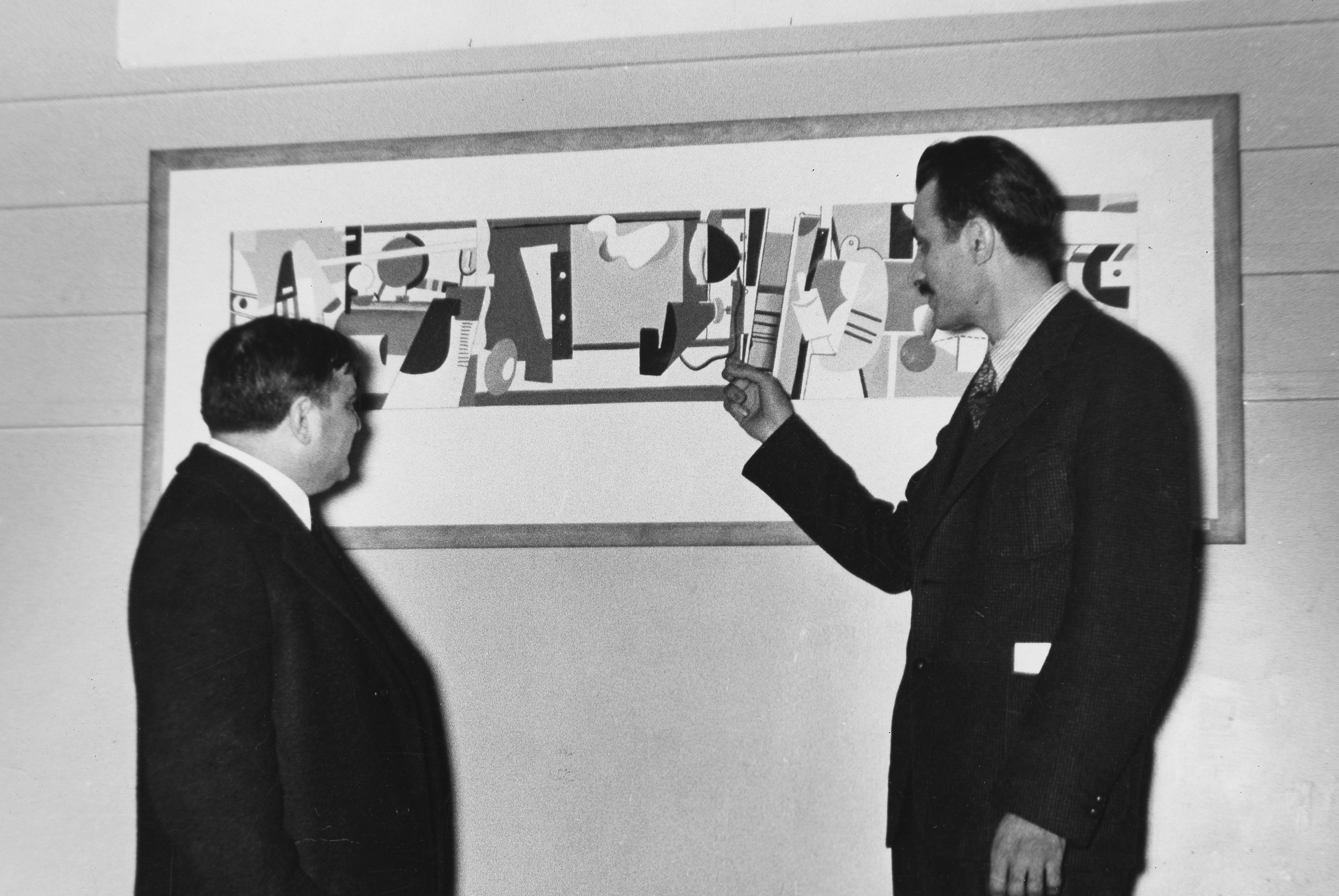
Una presentación de arte

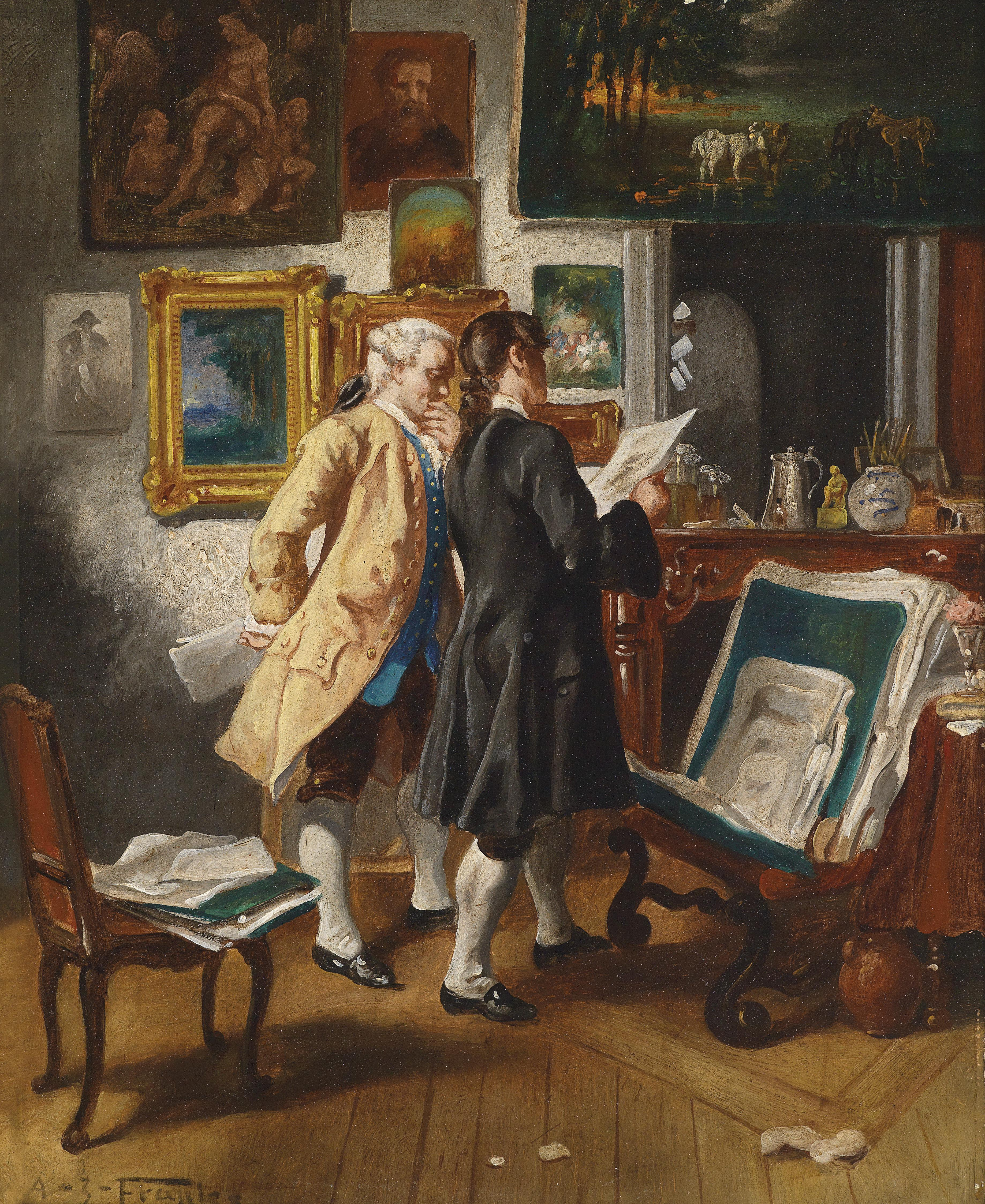
Un comerciante de arte

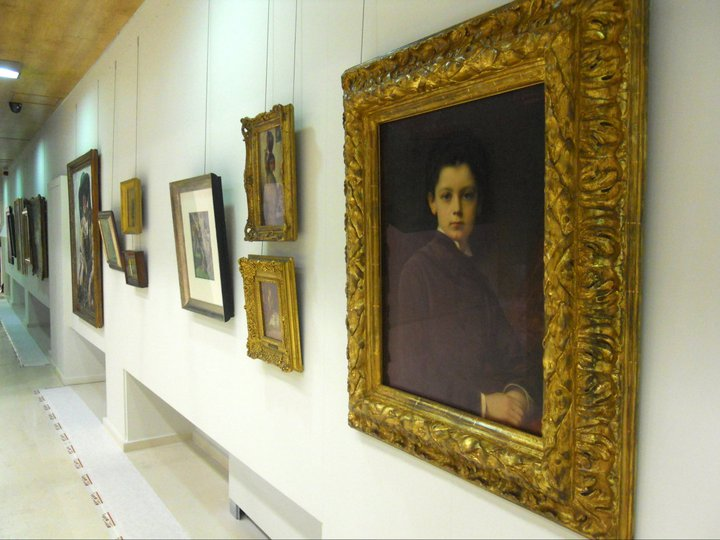
Una exposición de arte

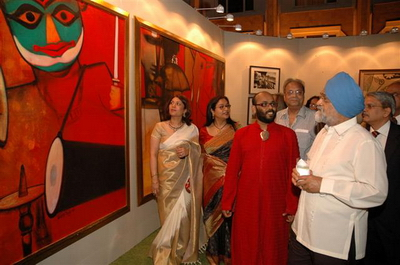
Una galería de arte

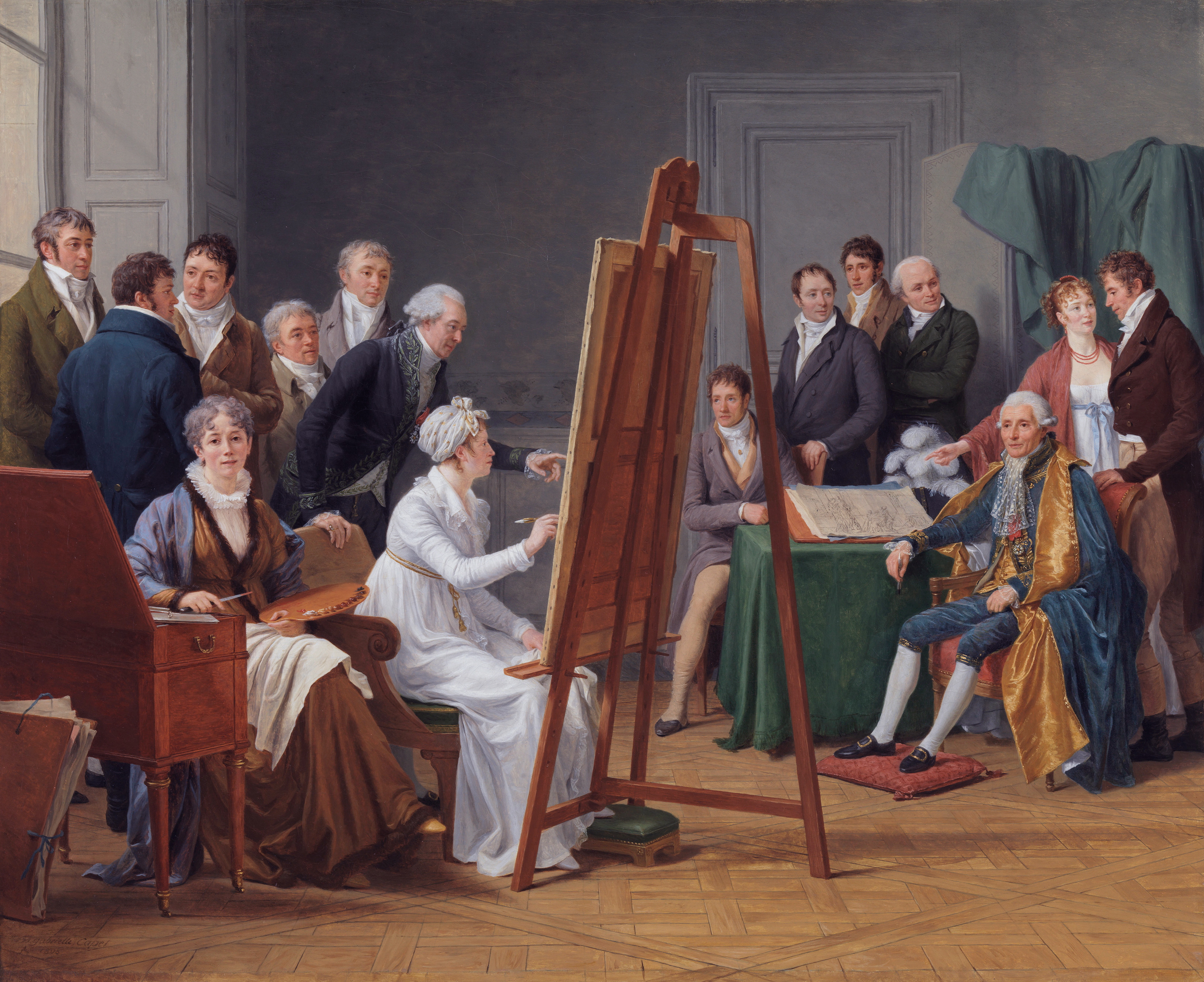
Una visita de un estudio de arte.

La valoración del arte, un subconjunto específico de la valoración financiera, es el proceso de estimar el valor de mercado de las obras de arte. Como tal, es más una preocupación financiera que estética, sin embargo, las opiniones subjetivas del valor cultural también juegan un papel importante. La valoración del arte implica comparar datos de múltiples fuentes, como casas de subastas de arte, coleccionistas privados y corporativos, conservadores, actividades de vendedores de arte, galeristas, consultores experimentados y analistas de mercado especializados para obtener un valor.  La valoración de arte se realiza no solo para fines de recaudación, inversión, desinversión y financiación, sino también como parte de valoraciones de patrimonio, para contribuciones de caridad, para fines de planificación fiscal, de seguros y de garantías de préstamos. Este artículo trata sobre la valoración de obras de arte, especialmente arte contemporáneo, en el extremo superior del mercado internacional, pero se aplican principios similares a la valoración de arte y antigüedades menos costosas. 

## Valoración histórica y arte contemporáneo.
La fuente del carisma artístico de una obra ha sido debatida durante mucho tiempo entre los artistas que crean y los mecenas que lo habilitan, pero el poder carismático de las obras de arte sobre aquellos que las poseerían es históricamente el impulsor inicial del valor. En la década de 1960, ese poder carismático comenzó a adaptarse a la cultura comercializada y a una nueva industria del arte, cuando el valor estético pasó de ser prominente a la paridad con el pop art y la idea de arte empresarial de Andy Warhol, un reconocimiento de que el arte se ha convertido en un negocio y hacer dinero en los negocios es un arte. Uno de los muchos artistas que han seguido a Warhol es Jeff Koons, un corredor de bolsa convertido en artista que también tomó imágenes prestadas de la cultura popular y ganó millones.
Para los coleccionistas, la conexión emocional que se siente hacia una obra o colección crea un valor personal subjetivo. El peso asignado por ese coleccionista a esa medida subjetiva como parte del valor financiero general de una obra puede ser mayor que el de un especulador de arte que no comparte la inversión emocional del coleccionista, sin embargo, las medidas de valor no económico como "¿Me gusta?" o "me dice algo?" Todavía tienen un efecto económico porque tales medidas pueden ser factores decisivos en una compra.
En contraste, la Asociación de Comerciantes de Arte de América (ADAA) sugiere que los temas clave son la autenticidad, la calidad, la rareza, la condición, la procedencia y el valor.

## Valorando el arte

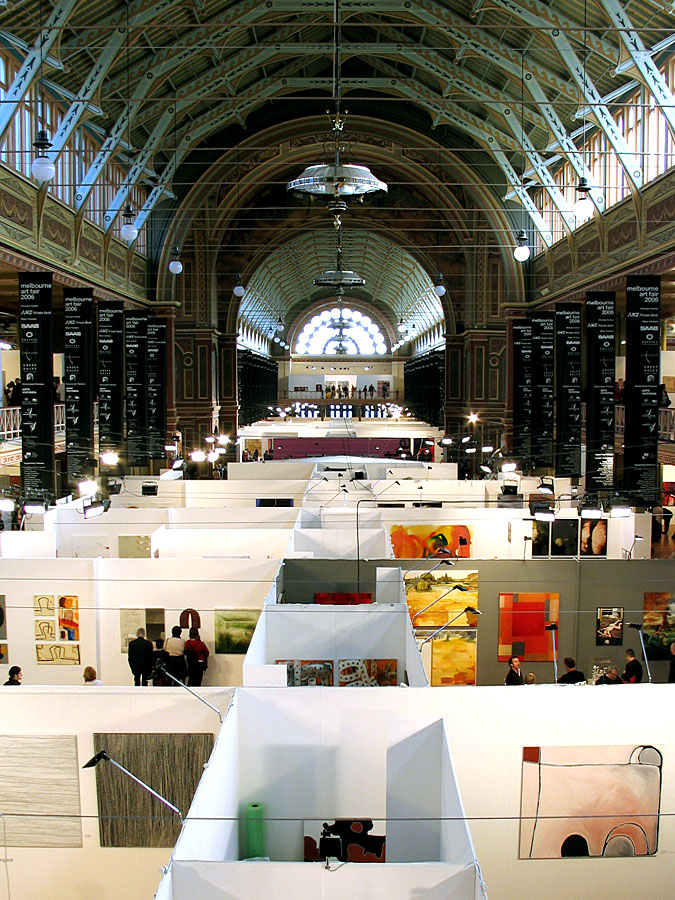
Una feria de arte

La actividad de valoración del arte se refiere a la estimación de la demanda del mercado, la estimación de la capacidad de liquidez de los lotes, obras y artistas, la condición y la procedencia de las obras, y las tendencias de valoración, como el precio de venta promedio y las estimaciones promedio. Al igual que con otros mercados, el mercado del arte utiliza sus propios términos de arte o vocabulario específicos de la industria, por ejemplo, "comprado", que describe la situación desventajosa que se produce cuando se devuelve a su propietario una obra o lote en una subasta, retirado o no vendido de otra manera. La valoración del arte también es necesaria cuando una pieza debe usarse como garantía. El mercado de préstamos de arte se ha expandido a un valor estimado de entre 15 mil millones a 19 mil millones de dólares de préstamos pendientes en los Estados Unidos. El cambio en Asia hacia la inversión en arte occidental es un factor que ha permitido a las compañías de préstamos de arte abrir oficinas en Asia, ya que las obras occidentales a menudo son más fáciles de usar como garantía.

### Demanda de mercado
Al igual que en el mercado de la vivienda, los "comparables" se utilizan para determinar qué nivel de demanda tienen los artículos similares en un mercado actual.  La cercanía temporal de los comparables es importante porque el mercado del arte es fluido y los comparables antiguos darán estimaciones que pueden tener poca relación con el valor actual de una obra. La materia y el medio de un trabajo también afectan la demanda del mercado, al igual que la rareza. 

### Liquidez
La liquidez en el mercado del arte significa tener obras de arte con gran demanda y poder venderlas sin impedimentos. Las ventas de arte se desaceleran en descensos, lo que hace que el mercado se vuelva más ilíquido. El inversionista en arte se enfrenta un mayor riesgo de liquidez que con otros activos financieros porque existe un grupo limitado de compradores potenciales, y si las obras de arte no alcanzan sus precios de reserva y no se venden, esto tiene un efecto en los precios de la subasta.  En una acción de divorcio entre una pareja que buscó dividir una colección de 102 millones de dólares entre ellos, la pareja decidió que una venta sería problemática porque vender la colección completa y dividir la ganancia saturaría el mercado y reduciría los precios. Al informar sobre el caso, The Seattle Times describió el caso como un estudio sobre cómo las personas miden el valor del arte y qué cuenta más: el pragmatismo o el sentimiento. El periódico informó que uno de los dos litigantes tenía una visión más sentimental del valor de las obras, mientras que el otro tenía una visión más profesional, que buscaba equilibrio y diversificación. El periódico intentó calcular el valor de las muchas obras de arte en cuestión en el caso, determinando un precio por pulgada cuadrada basado en el valor de cada pieza dividido por su dimensión, para terminar con un precio por pulgada cuadrada para aplicar a la cantidad de espacio en la pared que el litigante quería cubrir con el arte disponible. Finalmente, el Times concluyó que al usar esta fórmula entre los litigantes, Dans les Oliviers à Capri de John Singer Sargent se valoró en 26.666,67 $ por pulgada cuadrada, mientras que el litigante sentimental recibió 3.082 $ de valor de tasación por pulgada cuadrada, mientras que el litigante profesional recibió 1.942 $ por pulgada cuadrada, pero podría cubrir más espacio en la pared.

### Tendencias de valoración
Las tendencias de valores de las principales casas de subastas del mundo se comparan para estudiar la dirección del mercado y cómo esa dirección afecta a determinados artistas y obras. Las valoraciones de arte que se venden en las casas principales del mercado generalmente tienen más peso que las valoraciones de casas menos establecidas, ya que la mayoría de las casas principales tienen cientos de años de experiencia.

### Actividad participante
Uno de los muchos factores que influyen en el precio del mercado primario del trabajo de un artista vivo es el contrato de un marchante con un artista: muchos marchantes, como partes interesadas en el éxito de sus artistas, acuerdan comprar las obras de sus propios artistas en una subasta para evitar caídas del precio, para mantener la estabilidad de precios, o para aumentar el valor percibido, o las tres cosas, por lo tanto, los marchantes que ofertan a sus propios artistas en una subasta tienen un impacto directo en el precio de venta de las obras de esos artistas y, como resultado, en la valoración de esas obras.

### Datos de la investigación
Los datos de investigación disponibles de las casas de subastas de arte como Christie's, Sotheby's, Phillips, Bonhams y Lyon & Turnbull son las tendencias de mercado de seguimiento como las transacciones de lotes anuales, las estadísticas de compra, el volumen de ventas, los niveles de precios y las estimaciones previas a la subasta. También hay empresas como ArtTactic que utilizan datos de subastas de arte como proveedores de análisis de investigación del mercado del arte. La información disponible en las bases de datos del historial de ventas de arte en Internet generalmente no incluye la condición de un trabajo, un factor muy importante, por lo tanto, los precios citados en esas bases de datos reflejan el precio de remate de la subasta sin otros factores de valoración cruciales. Además, las bases de datos de obras subastadas no cubren las ventas privadas de obras y, por lo tanto, su uso para la valoración del arte es solo una fuente entre las muchas necesarias para determinar el valor.

### Factores generales de valoración
Las estimaciones de valoración por parte de las casas de subastas se dan típicamente en rangos de precios para compensar la incertidumbre. En general, las estimaciones se realizan al observar lo que se vendió recientemente en una obra de arte comparable, con estimaciones en un rango de precios en lugar de una cifra fija, y especialmente en el caso del arte contemporáneo, que tienen pocos comparables o cuando el artista no es bien conocido y no tiene historial de subastas, por lo que los riesgos de una valoración incorrecta son mayores. 
Un factor potencial en la valoración son las razones del vendedor para vender una obra en particular y / o las razones del comprador para comprar, ninguna de las cuales puede tener nada que ver con la otra. Por ejemplo, un vendedor puede estar motivado por la necesidad financiera, el aburrimiento con una obra de arte en particular o el deseo de recaudar fondos para una compra diferente. Las motivaciones comunes incluyen tres factores: muerte, deuda y divorcio. Los compradores pueden estar motivados por la emoción del mercado, pueden actuar de acuerdo con un plan de colección o comprar como compradores de acciones: para aumentar o disminuir el valor, ya sea para ellos mismos o para otra persona. 
Un método para valorar piezas de nuevos artistas de valor incierto es ignorar la estética y considerar, además de las tendencias del mercado, tres aspectos formales: "escala" - tamaño y nivel de detalle, "intensidad" - esfuerzo y "media" - calidad de los materiales.
La valoración de las obras de arte en un mercado tan especializado, por lo tanto, tiene en cuenta una amplia variedad de factores, algunos de ellos en conflicto entre sí. 

## Valoración para fines fiscales y relacionados con la ley
En los Estados Unidos, el arte comprado y vendido por los coleccionistas se trata como un activo de capital para fines fiscales, y las disputas relacionadas con la valoración del arte o la naturaleza de la ganancia en su venta generalmente las decide el Tribunal Fiscal Federal y a veces por otros tribunales que aplican la ley fiscal federal a casos específicos. 

### Casos importantes de Estados Unidos
- Galería Crispo v. Notario (necesidad de presentar evidencia documental creíble de valoración ya que el contribuyente tiene la carga final de la persuasión),
- Angell v. Notario  (fraude perpetuado en el IRS a través de evaluaciones infladas),
- Drummond v. Notario (no se puede reclamar ganancia por venta de arte como ingreso de negocio a menos que esté realmente en el negocio),
- Hacienda de Querbach v. A y B Tasación Serv. (responsabilidad del tasador por identificar erróneamente una pintura),
- Hacienda de Robert Scull v. Notario (Las ventas anteriores de la misma propiedad sin eventos posteriores que afecten el valor son generalmente indicadores sólidos del valor justo de mercado),
- Nataros v. Galería de Bellas Artes de Scottsdale (En ausencia de fraude o tergiversación negligente, los compradores que creen que han pagado en exceso en la subasta debido a un mal consejo llevan una pesada carga de la prueba),
- Williford v. Notario (prueba de los ocho factores para determinar si la propiedad se lleva a cabo para inversión o para la venta).